# Фанџизи!
Фанџизи! (енгл. The Fungies!) је америчка анимирана телевизијска серија творца Стивена П. Нирија за Cartoon Network Studios. Прва сезона је имала премијеру 20. августа 2020. године на HBO Max-у. Серија је имала премијеру 2021. године на HBO Go-у у Србији, синхронизована на српски. Синхронизацију је радио студио Tik Tak Audio.

## Радња
Некада давно на праисторијској Земљу живели су Фанџизи! - узаврели град живописних људи - печурки. Сет, Фанџи дечак са научним жаром је фасциниран како свет функционише.

## Улоге
| Улога         | Оригинални глас | Српски глас                                           |
| ------------- | --------------- | ----------------------------------------------------- |
| Сет           | Хари Тејтелман  | Милан Антонић                                         |
| Др Ненси      | Џенифер Кулиџ   | Снежана Кнежевић (Е1-18) Мариана Аранђеловић (Е19-38) |
| Паскал        | Стивен П. Нири  | Марко Мрђеновић                                       |
| Близанци      | Тама Брутск     | Мара Марасовић                                        |
| Градоначелник | Сем Ричардсон   | Даниел Сич                                            |
| Господин Дрво | Стивен П. Нири  | Вања Станковић                                        |